# Izrael na Letních olympijských hrách 2016
Izrael se účastnil LOH 2016 v Riu, reprezentovalo jej celkem 47 sportovců v 17 sportech. V konečném součtu získal 2 bronzové medaile za judo.

## Medailisté
| Medaile | Jméno            | Sport | Soutěž       |
| ------- | ---------------- | ----- | ------------ |
| Bronz   | Jarden Džerbiová | Judo  | Ženy 63 kg   |
| Bronz   | Ori Sason        | Judo  | Muži +100 kg |